# 住吉停留場 (大阪府)
住吉停留場（すみよしていりゅうじょう）は、大阪府大阪市住吉区住吉2丁目にある阪堺電気軌道の停留場。駅番号はHN10。

## 乗り入れ路線
- 阪堺電気軌道
  - 阪堺線
  - 上町線

上町線の終点であるが、全ての電車が阪堺線の我孫子道・浜寺駅前方面へ直通する。ただし、我孫子道以遠へ運行されるのは上町線系統のみで、阪堺線系統は全て我孫子道までの運行である。したがって、運行系統上は上町線が本線扱いとなっており、阪堺線の恵美須町方面は支線のような扱いとなっている。

## 歴史
- 1910年（明治43年）10月1日：南海鉄道上町線の住吉神社前駅が開業。
- 1911年（明治44年）12月1日：阪堺電気軌道の住吉停留場が開業。
- 1913年（大正2年）7月2日：南海鉄道上町線 住吉神社前 - 住吉（現・住吉公園）間が開業し全通。
- 1915年（大正4年）6月21日：南海鉄道が阪堺電気軌道を合併。上町線住吉神社前駅を阪堺線住吉停留場に統合。
- 1944年（昭和19年）6月1日：会社合併により近畿日本鉄道の駅となる。
- 1947年（昭和22年）6月1日：路線譲渡により南海電気鉄道の駅となる。
- 1980年（昭和55年）12月1日：分社により阪堺電気軌道の駅となる[1]。
- 2016年（平成28年）1月31日：上町線 住吉 - 住吉公園間が廃止され、上町線の終点となる。
- 2018年（平成30年）：駅舎・電柱・停留場レール柱は「阪堺電気軌道と関連施設群」の一部として土木学会選奨土木遺産に選ばれる[2]。

## 停留場構造

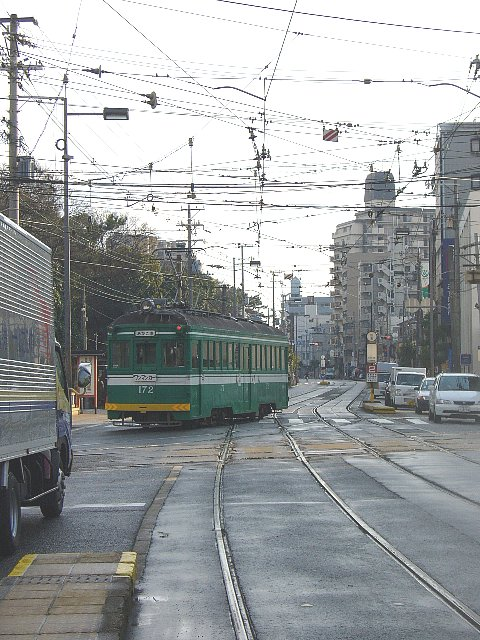
上町線から阪堺線へ転線する電車（2006年3月）

阪堺線と上町線が合流・分岐する住吉交差点を中心に、東と南北にホームまたは安全地帯が1面ずつ設けられており、合計3面3線となっている。住吉公園停留場が廃止される以前は交差点は平面交差となっており、西側に住吉公園停留場始発の電車が停車する4番乗り場が存在し、また4番乗り場の向かいに正月3が日のみ使用するホームがあった。上町線天王寺駅前方面 - 阪堺線我孫子道方面のみ渡り線がある。また、上町線の天王寺駅前寄りにスプリングポイントを使用した上下渡り線がある。
後述の2番線の歩道側には待合スペースが設けられている。また、かつては1番線の歩道側にも木造の待合スペースが設置されていたが、平成に入ってから背後にあった旧保線区詰所・駅売店が先に解体され、しばらく待合スペースのみであったが、後に待合スペースも解体された。その後、旧保線区詰所・売店跡地に出来た薬局の一部に改めて待合スペースが設置された。ワンマン化以前は駅売店で乗車券が販売されていた。
住吉公園停留場の廃止以前、正月三が日の交通規制実施中は、住吉公園発着系統以外の下り電車は当駅を通過していた。住吉公園発着系統も通常のホームではなく、先述の4番乗り場向かいの臨時ホームを優先的に使用した。住吉公園停留場が廃止された2017年からは我孫子道方面の下り列車も停車するようになるが、阪堺線系統・上町線系統ともに交差点の南側の臨時ホームでの乗降扱いとなる。
住吉公園停留場廃止に伴い、2番乗り場・3番乗り場の駅名標が更新された。

### のりば
| 1 | ■阪堺線  | 我孫子道方面           | 我孫子道 行             |
| 2 | ■阪堺線  | 恵美須町方面           | 恵美須町 行             |
| 2 | ■上町線  | 天王寺駅前方面         | 天王寺駅前 行           |
| 3 | ■阪堺線  | 我孫子道・浜寺駅前方面 | 我孫子道 行 浜寺駅前 行 |
| 4 | （廃止） | （廃止）               | （廃止）                |

付記事項
1. 交差点北側の安全地帯。恵美須町からの電車が発着。
2. 交差点南側の安全地帯。浜寺駅前・我孫子道方面からの電車（上町線天王寺駅前への直通列車を含む）が発着。
3. 交差点東側のホームで、唯一上屋がある。天王寺駅前からの電車が発着。
4. 交差点西側にあったホーム。2016年1月30日まで上町線住吉公園からの電車が発着していた。

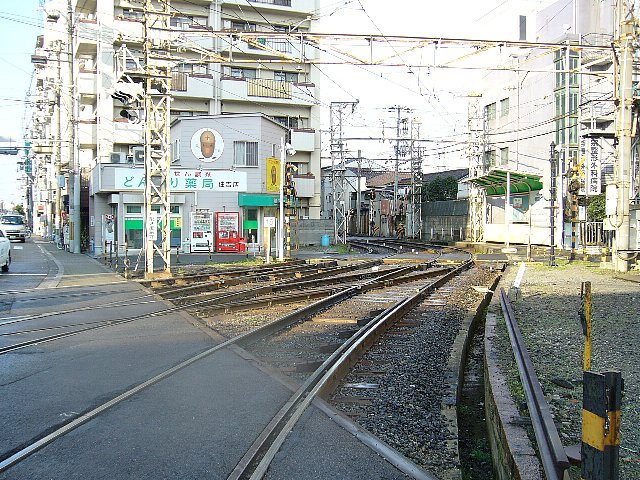
3番線（奥右）　手前に分岐するのが阪堺線への乗り入れ線
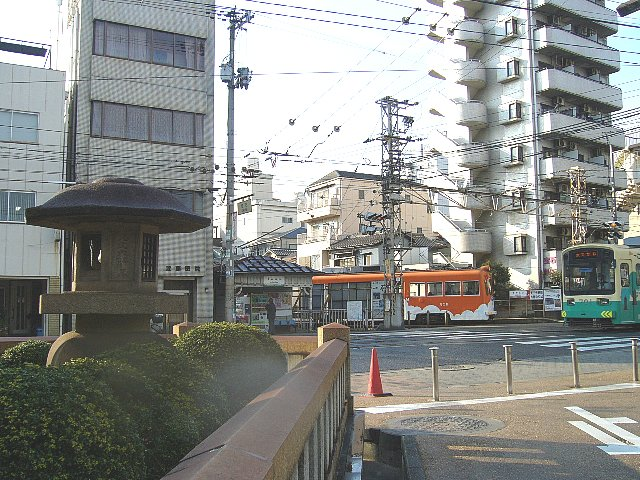
阪堺線電車（右）と上町線電車が交差
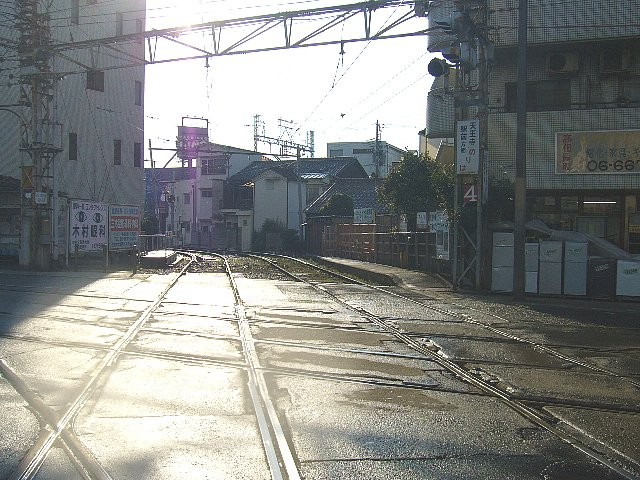
上町線（前後）と阪堺線（左右）の平面交差　奥右は4番線
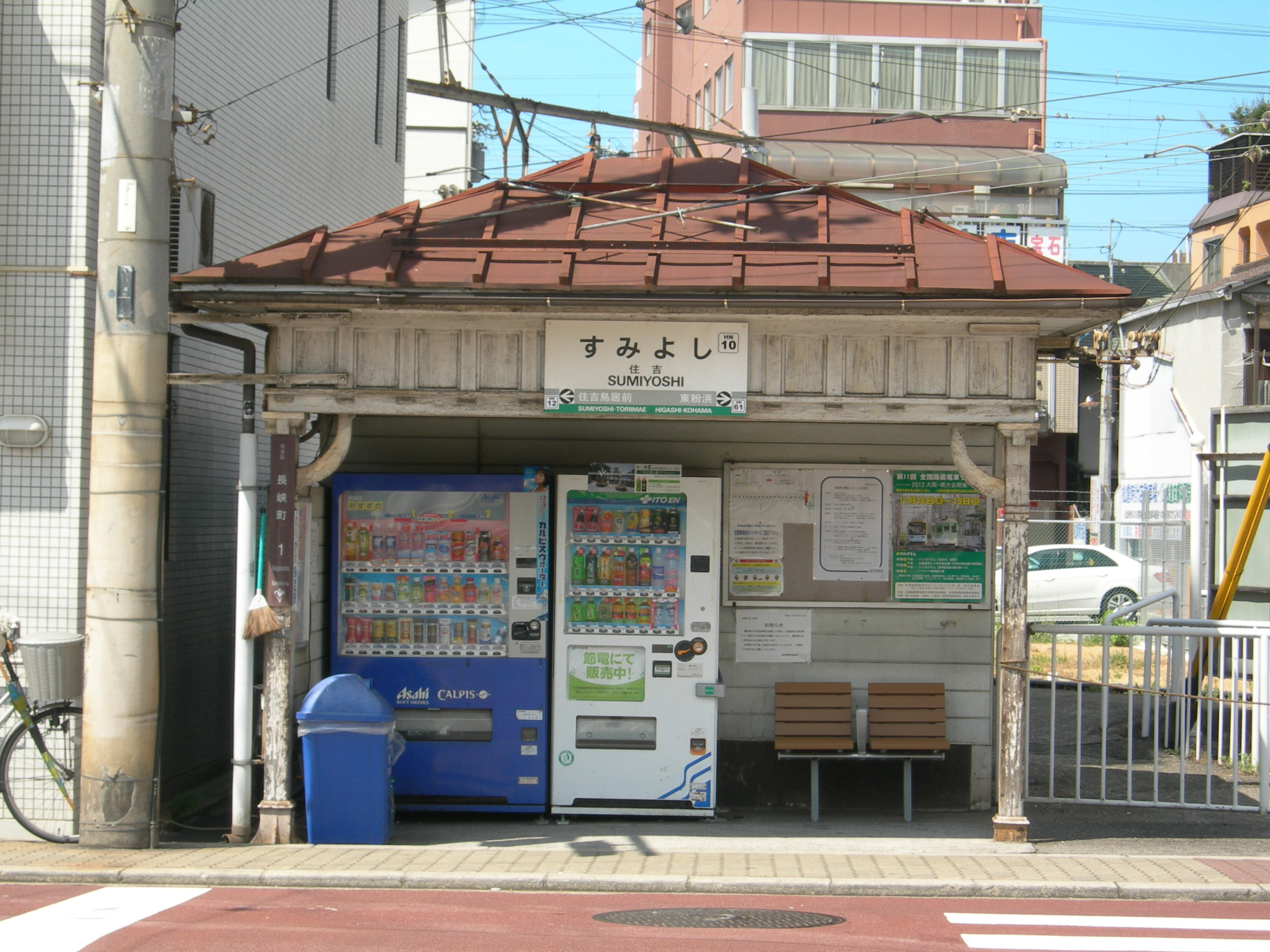
2番乗り場の待合室

## 乗り換えについて
当駅は阪堺線・上町線の乗り換え指定駅となっている。しかし、一度この駅で乗り換えを行った場合、後述の通り大阪市内であっても2区間の運賃（大阪市内←→堺市内を通しで乗った場合の運賃）がかかってしまっていた（なお、この駅と我孫子道停留場以外での乗り換えは、1区間の運賃を計2回支払わなければならなかった）。上町線各停留場から阪堺線の住吉鳥居前 - 我孫子道間へ行く場合は、予め天王寺駅前 - 浜寺駅前間の系統の電車に乗れば、1区間の運賃（大阪市内のみ、または堺市内のみで、乗り換えせずに乗車する際の運賃）で行くことができていたが、2011年1月15日から阪堺電気軌道全線の運賃が乗り換えの有無等を問わず200円均一化されたため、そのような取り扱いは解消された。
なお、乗り換えは阪堺線恵美須町 - 東粉浜間と上町線天王寺駅前 - 神ノ木間を相互に利用する場合だけに限られる。恵美須町- 東粉浜間から堺市内へ向かう際(この逆のパターンも含む)の乗り換えは認められていない。(この場合の乗り換えは我孫子道のみ)
2016年までの正月三が日の交通規制実施中は住吉公園停留場発着系統以外の下り電車は当駅を通過していたため、乗車系統によっては住吉停留場・住吉鳥居前停留場間が徒歩連絡となっていた。

## 停留場周辺
- 住吉大社
- 住吉公園
- 大阪府住吉警察署
- 越宗整形外科病院

### バス
大阪市営バス（赤バス）の住吉警察署停留所があり住吉ループが停車していたが2013年3月31日をもって廃止された。

## 隣の停留場
阪堺電気軌道
■阪堺線
東粉浜停留場 (HN61) - 住吉停留場 (HN10) - 住吉鳥居前停留場 (HN12)
■上町線（当停留場から阪堺線へ直通）
神ノ木停留場 (HN09) - 住吉停留場 (HN10) - （阪堺線）住吉鳥居前停留場 (HN12)
- 括弧内は駅番号を示す。

### かつて存在した路線
阪堺電気軌道
■上町線
住吉停留場 (HN10) - 住吉公園停留場 (HN11)